# 52-й ближнебомбардировочный авиационный полк
52-й ближнебомбардировочный авиационный полк — авиационный полк в составе бомбардировочной авиации ВВС РККА во время Великой Отечественной войны.

## Боевой путь
Сформирован в 1939 году как 52-й скоростной бомбардировочный авиационный полк. В составе ВВС Киевского особого военного округа принимал участие в походе в Польшу.
В феврале-марте 1940 года полк принимал участие в советско-финской войне в составе 10-й скоростной бомбардировочной авиационной бригады ВВС Северо-Западного фронта.
В марте-июне 1940 года полк входил в состав объединенной авиационной группы Ленинградского военного округа.
5 июня 1940 года полк включен в состав ВВС Киевского особого военного округа. В августе 1940 года включен в состав 18-й бомбардировочной авиационной дивизии.
В составе 62-й бомбардировочной дивизии полк принимал участие в Приграничных сражениях и обороне Киева, наносил бомбовые удары по танковым колоннам в районе Бобруйска и Коростышева, уничтожал переправы через реку Днепр. К 10 июля 1941 года в составе полка отставались только три бомбардировщика СБ и два бомбардировщика Пе-2.
10 июля 1941 года бомбардировщик СБ лётчика Наумова был сбит истребителями противника при выполнении боевого задания по бомбардировке механизированной колонны противника на дороге Житомир - Киев. Экипаж покинул горящий самолёт на парашютах. После приземления был убит стрелок-радист Зубов. При втором заходе на ту же цель были сбиты ещё два СБ.
В августе 1941 года полк базировался на аэродроме Певцы Черниговской области. В состав полка были переданы все самолёты Су-2 и часть лётно-технического состава 226-го и 227-го бомбардировочных авиационных полков. При уничтожении переправы через реку Днепр в районе населенного пункта Окуниново отличились командир звена лейтенант В. И. Яницкий и стрелок-бомбардир звена лейтенант А. П. Победоносцев.
В сентябре 1941 года полк наносил бомбовые удары по механизированным колоннам противника в районе населенных пунктов Лубны, Ромодан, Семеновка, Миргород, Халявино, по переправам через реки Десна и Днепр. При уничтожении моста через реку Днепр южнее города Чернигова отличился мл. лейтенант Л. И. Чесноков.
13 сентября 1941 года полк попал в окружение на аэродроме Варва. На 10 самолетах 30 человек летно-технического состава перелетели из окружения на аэродром Мосьпаново, где был произведен полевой ремонт матчасти. Остальной личный состав в течение полутора месяцев с боями группами выходил из окружения.
1 октября 1941 года полк был переформирован в 2-хэскадрильный состав, пополнен личным составом из 135-го ближнебомбардировочного  и 211 бомбардировочного авиаполков. Материальная часть полка пополнена 11 самолётами Су-2 поступившими с завода №135.
В составе 76-й смешанной авиационной дивизии полк принимал участие в Сумско-Харьковской операции. Полк осуществлял воздушную поддержку наземных частей Юго-Западного фронта, наносил бомбовые удары по частям 1-й танковой армии вермахта в районе городов Полтава, Красноград, населенных пунктов Еленовка, Коломак, Крестище, Лысогорка, Мурафа, Никольское, Рябиновка, Степановка, Староверовка. 5 октября 1941 года при выполнении боевого задания в районе села Ракитное был сбит Су-2 лётчика мл. лейтенанта Б. Н. Круглова и стрелка-бомбардира лейтенанта Ф. Е. Бирилло.
В ноябре 1941 года экипажи полка производили бомбометание по механизированным войскам притивника в районе населенных пунктов Волчанск, Желобки, Дмитровка, Калмыково, Куйбышево, Матвеев Курган, Миллерово, Новиковка, Новочеркасск, Цимлянское и Белгород. В воздушном бою в районе населенного пункта Чуево лётчиком сержантом В. А. Аноховым и стрелком-бомбардиром ст. сержантом Ю. Д. Шульц сбит истребитель Ме-109. 17 ноября при подходе к цели был подбит бомбардировщик ст. лейтенанта А. И. Буянова, тяжело ранен стрелок-бомбардир ст. сержант А. А. Иванов. Несмотря на тяжёлые раны ст. сержант А. А. Иванов продолжал вести бой и прицельно сбрасывать бомбы. Когда самолет вернулся на свой аэродром, старший сержант А. А. Иванов уже скончался.
В декабре 1941 года полк выполнял штурмовку передовых позиций противника в районе населённых пунктов Алексеевка, Александровка, Густафельд, Успенское и Мариенгейм, бомбардировку механизированных колонн противника в районе станций Перездная и Честяково. При выполнении боевых заданий отличились лётчик 1-й эскадрильи ст. лейтенант А. И. Буянов, лётчик 2-й эскадрильи мл. лейтенант Д. И. Свечников, стрелки-бомбардиры лейтенант П. П. Гайдук и ст. сержант Л. С. Ласский.
В январе 1942 года экипажи полка выполняли бомбардировку пехоты, артиллерии и воинских эшелонов на железнодорожных станций Переездная и Славянск, группой бомбардировщиков под командованием заместителя командира 2-й эскадрильи ст. лейтенанта И. Н. Мартыненко уничтожен склад боеприпасов в районе населенного пункта Александровка.
К 1 февраля 1942 года полк выполнил 1949 боевых вылетов.
В феврале 1942 года экипажи полка производили штурмовку войск противника в районе населённого пункта Волошиловка, группой бомбардировщиков под командованием заместителя командира эскадрильи ст. лейтенанта И. Н. Мартыненко уничтожен железнодорожный эшелон на станции Константиновка.
2 марта 1942 года при выполнении боевого задания в районе села Крестище Сталинградской области огнем зенитной артиллерии противника сбит Су-2 командира звена ст. лейтенанта В. М. Хлебодарова и стрелка-бомбардира звена лейтенанта М. Ф. Казимирова.
В мае 1942 года полк во время проведения Харьковской операции полк осуществлял воздушную поддержку наступающих частей Южного фронта и наносил бомбовые удары по частям 1-й танковой армии вермахта. 3 июня 1942 года из боевого вылета не вернулся экипаж командира звена ст. лейтенанта А. М. Кондырева и штурмана звена лейтенанта Н. В. Титова. 
12 июня 1942 года полк (13 Су-2) включен в состав 270-й бомбардировочной авиадивизии ВВС Юго-Западного фронта. Базировался полк на аэродроме Викторполь.
В июне-декабре 1942 года полк в составе 270-й бомбардировочной дивизии принимал участие в Сталинградской битве. Полк наносил бомбовые удары по аэродромам Белгородский, Чугуевский, Харьковский и Ячнев Колодезь, по переправе через реки Оскол и Дон, по танковым и пехотным частям противника в районе населенных пунктов Алексеевка, Булацеловка, Гетмановка, Граково, Василенково, Варваровка, Весёлый, Волчанск, Изюм, Малиновка, Огидное, Ольховатка, Петрополье, Печенега, Подлес, Плодовитое, Староверовка, Черской и Шевченково, по железнодорожным эшелонам на станциях Подгорное и Петровское, выполнял штурмовку автоколонн противника на дорогах Весёлый – Митрофановка, Иловлевская – Калач, Подгорное – Сергеевка. Отдельное звено Су-2 под командованием ст. лейтенанта Я. В. Ущаповского осуществляло разведку и аэрофотосъемку войск противника. При выполнении боевых заданий погибли командир звена ст. лейтенант А. П. Новиков, штурман звена лейтенант А. С. Шатунов, лётчики лейтенант Н. К. Петренко, мл. лейтенант Е. Г. Рыбак, старшина В. А. Анохов, старшина И. М. Гаркуша, стрелки-бомбардиры лейтенант С. П. Бондаренко, лейтенант Р. А. Брик,  старшина А. И. Жук, старшина Ю. Д. Шульц.
52-й ближний бомбардировочный авиационный полк расформирован в декабре 1942 года на аэродроме Петровск.

## Командир полка
- майор, подполковник Косенко Иван Константинович (1.2.1940 г. – 29.8.1941 г.)
- майор Пушкин, Анатолий Иванович (1.10.1941 г. – август 1942 г.)
- майор Грачев Григорий Николаевич (август – декабрь 1942 г.)

## Комиссар полка
- старший политрук Руденко Фёдор Егорович (врио октябрь - ноябрь 1941 г.)
- старший политрук Марьясин Исаак Израилевич (с ноября 1941 г.)

## Герои Советского Союза
- Иванов Алексей Александрович, старший сержант, стрелок-бомбардир 52-го ближнебомбардировочного полка. 27 декабря 1941 года Указом Президиума Верховного Совета СССР удостоен звания Герой Советского Союза (посмертно).
- Пушкин, Анатолий Иванович, майор, командир 52-го ближнебомбардировочного полка. 12 августа 1942 года Указом Президиума Верховного Совета СССР удостоен звания Герой Советского Союза. Золотая Звезда № 698.
- Яницкий, Василий Иванович, лейтенант, заместитель командира эскадрильи 52-го ближнебомбардировочного полка. 12 августа 1942 года Указом Президиума Верховного Совета СССР удостоен звания Герой Советского Союза. Золотая Звезда № 846.